# Calamaria abramovi
Espèce
Statut de conservation UICN

 DD  : Données insuffisantes
Calamaria abramovi  est une espèce de serpents de la famille des Colubridae.

## Répartition
Cette espèce est endémique de la province de Kon Tum au Viêt Nam.

## Étymologie
Cette espèce est nommée en l'honneur d'Alexei V. Abramov.

## Publication originale
- Orlov, 2009 : A New Species of the Genus Calamaria (Squamata: Ophidia: Colubridae) from the Central Highlands (Ngoc Linh Nature Reserve, Ngoc Linh Mountain, Kon Tum Province), Vietnam. Russian Journal of Herpetology, vol. 16, n. 2, p. 146-154